# Robin Montgomerie-Charrington
Pour les articles homonymes, voir Montgomerie.
Pas d'image ? Cliquez ici
Robin Montgomerie-Charrington, né Robert Victor Campbell Montgomerie (né le 23 juin 1915 à Londres, Angleterre - décédé le 3 avril 2007) était un pilote automobile britannique.
Animateur des pelotons de Formule 3 britannique au sortir de la seconde guerre mondiale, il a brièvement accédé au plus haut niveau en 1952, en se portant acquéreur d'une Aston NB41 de Formule 2, la catégorie alors en vigueur dans le championnat du monde des pilotes. Mais son unique apparition dans le championnat du monde (au Grand Prix de Belgique 1952), au sein de l'écurie WS Aston de son ami Bill Aston se solde par un abandon précoce. Lors de cette saison, on peut néanmoins mettre à son crédit son podium hors-championnat au GP des Frontières, à Chimay. En fin d'année, il décide de se retirer du sport automobile et part s'installer aux États-Unis, le pays de sa femme. 

## Résultats en championnat du monde
| Saison | Écurie   | Châssis    | Moteur               | Pneus  | GP disputés | Points inscrits | Classement |
| ------ | -------- | ---------- | -------------------- | ------ | ----------- | --------------- | ---------- |
| 1952   | WS Aston | Aston NB41 | Butterworth 4 à plat | Dunlop | 1           | 0               | n.c.       |